# Analalava Airport
Analalava Airport är en flygplats i Madagaskar. Den ligger i den norra delen av landet, 500 km norr om huvudstaden Antananarivo. Analalava Airport ligger 105 meter över havet.
Terrängen runt Analalava Airport är platt. Havet är nära Analalava Airport åt nordväst. Runt Analalava Airport är det mycket glesbefolkat, med 6 invånare per kvadratkilometer. Närmaste större samhälle är Analalava, 1,5 km väster om Analalava Airport. 